# Nejc Skubic
Nejc Skubic, slovenski nogometaš, * 13. junij 1989, Ljubljana.
Člansko kariero je začel leta 2007 v klubu Interblock v slovenski prvi ligi, leta 2010 je bil posojen v Dravo Ptuj. Med letoma 2012 in 2015 je igral za Domžale. Skupno je v prvi ligi odigral 151 prvenstvenih tekem in dosegel tri gole. Leta 2011 je krajši čas igral tudi za Oţelul Galaţi v romunski ligi, med letoma 2016 in 2022 je bič član kluba Konyaspor v turški ligi.
Skubic je debitiral v dresu članske reprezentance 23. marca 2016 na prijateljski tekmi v Kopru proti Makedoniji.